# Györgyfalvay Katalin
Györgyfalvay Katalin (Budapest, 1937. január 12. – 2012. március 19.) Erkel Ferenc-díjas magyar táncművész, néptánc-koreográfus, pedagógus.

## Életpályája
1954–1956 között a Honvéd Együttes (amit akkor Néphadsereg Központi Művészegyüttesnek neveztek) hivatásos táncosa, majd miután feloszlatták az együttest, 1957–1962 között a Novák Ferenc vezette Bihari János Táncegyüttes asszisztense. Férjével, Szigeti Károllyal együtt 1962-ben átvették a Vasas Táncegyüttes irányítását, amely a hazai amatőr néptáncmozgalom vezető társulata lett. Műveiben gyakran alkalmazta a társművészetek (elsősorban a filmművészet) eszköztárát. De nemcsak koreográfusi tevékenységet végzett, hanem ezzel párhuzamosan pedagógiai-módszertani tanulmányokat is elsajátított a gyermekek iskolai táncoktatásának megalapozásához. A Népművelési Intézet Gyermektánc Munkaközösségében – élve énektanári tudásanyagával és táncos képességével – a magyarországi gyermek néptáncoktatás pedagógiai-módszertani tankönyveinek meghatározó kidolgozója volt.
1970-ben elvégezte a Színház- és Filmművészeti Főiskola koreográfus-rendező szakát, majd az Állami Balettintézet 1971-ben beindított néptánctagozatának vezető tanára lett Timár Sándor mellett. 1978-ban megalakult az avantgárd jellegű Népszínház Táncegyüttes, amelynek vezetője és koreográfusa volt nyugdíjba vonulásáig, 1988-ig. Számos – már a Vasas-műhelyben megszületett műve – tovább élt a Népszínház repertoárján, ám úgy lettek átemelve, hogy egyben át is fogalmazódtak, az együttes átalakulásával pedig e koreográfiák eltűntek a színház műsorából. Mindenesetre alkotásai nemzetközi érdeklődésre tartottak számot.

## Főbb művei
A Színházi adattárban regisztrált bemutatóinak száma: 17.
- Fényes szelek[2]
- Káin és Ábel
- A montázs
- Lánc
- Osztinato
- Változatok egy munkásmozgalmi dalra
- Utcák és kitérők
- Bújócska I-II.
- Három szólam

## Díjai, elismerései
- SZOT-díj (1974)
- Erkel Ferenc-díj (1975)
- Érdemes művész (1984)
- Magyar Művészetért díj (1988)
- Párhuzamos Kultúráért díj (2006)[3]